# Данска на Европском првенству у атлетици у дворани 2019.
Данска је учествовала на  35. Европском првенству у дворани 2019 који се одржао у Глазгову, Шкотска, од 1. до 3. марта. Ово је било двадест девето Европско првенство у дворани од 1970. године када је Данска први пут учествовала. Репрезентацију Данске представљало је 6 спортиста (5 мушкараца и 1 жена) који су се такмичили у 5 дисциплина (4 мушке и 1 женска).
На овом првенству такмичари Данске нису освојили ниједну медаљу. У табели успешности према броју и пласману такмичара који су учествовали у финалним такмичењима (првих 8 такмичара) Данска је са  1 учесником у финалу делила 31 место са 4 бода.
| Плас. | Земља  | 1. место | 2. место | 3. место | 4. место | 5. место | 6. место | 7. место | 8. место | Бр. финал. - Бод. |
| ----- | ------ | -------- | -------- | -------- | -------- | -------- | -------- | -------- | -------- | ----------------- |
| 16.   | Данска | −        | −        | −        | −        | 1−4      | −        | −        | −        | 1−4               |

## Учесници
| Мушкарци: - Којо Мусах — 60 м - Фестус Асанте — 60 м - Андреас Бубе — 800 м - Ник Јенсен — 1.500 м - Андреас Мартинсен — 60 м препоне | Жене: - Матилде Крамер — 60 м |  |

## Резултати

### Мушкарци
| Атлетичар         | Дисциплина   | Лични рекорд | Квалификације | Квалификације | Полуфинале            | Полуфинале            | Финале                | Финале       | Детаљи |
| Атлетичар         | Дисциплина   | Лични рекорд | Резултат      | Место         | Резултат              | Место                 | Резултат              | Место        | Детаљи |
| ----------------- | ------------ | ------------ | ------------- | ------------- | --------------------- | --------------------- | --------------------- | ------------ | ------ |
| Којо Мусах        | 60 м         | 6,77         | 6,81          | 5. у гр. 3    | Нису се квалификовали | Нису се квалификовали | Нису се квалификовали | 29 / 44 (45) |        |
| Фестус Асанте     | 60 м         | 6,76         | 7,05          | 7. у гр. 6    | Нису се квалификовали | Нису се квалификовали | Нису се квалификовали | 43 / 44 (45) |        |
| Андреас Бубе      | 800 м        | 1:47,19      | 1:48,33 кв    | 3. у гр. 1    | 1:50,18               | 2. у гр. 1            | 1:47,67               | 5 / 33 (34)  |        |
| Ник Јенсен        | 1.500 м      | 3:43,48      | 3:46,40       | 6. у гр. 2    |                       |                       | Нису се квалификовали | 6 / 25 (28)  |        |
| Андреас Мартинсен | 60 м препоне | 7,68 НР      | 7,87 КВ       | 6. у гр. 4    | 7,96                  | 8. у гр. 2            | Нису се квалификовали | 16 / 29 (30) |        |

### Жене
| Атлетичарка    | Дисциплина | Лични рекорд | Квалификације | Квалификације | Полуфинале | Полуфинале | Финале                | Финале       | Детаљи |
| Атлетичарка    | Дисциплина | Лични рекорд | Резултат      | Место         | Резултат   | Место      | Резултат              | Место        | Детаљи |
| -------------- | ---------- | ------------ | ------------- | ------------- | ---------- | ---------- | --------------------- | ------------ | ------ |
| Матилде Крамер | 60 м       | 7,34 НР      | 7,34 кв, =НР  | 4. у гр. 5    | 7,44       | 9. у гр. 3 | Није се квалификовала | 23 / 42 (43) |        |